# Luiz de Castro Pereira
Luiz de Castro Pereira CSJ (* 18. Januar 1768 in Porto, Portugal; † 1. August 1822) war Prälat von Cuiabá.

## Leben
Luiz de Castro Pereira trat der Ordensgemeinschaft der Josephiner vom hl. Leonardo Murialdo bei und empfing am 25. Mai 1793 das Sakrament der Priesterweihe.
Am 29. Oktober 1804 ernannte ihn Papst Pius VII. zum Titularbischof von Ptolemais in Phoenicia und zum Prälaten von Cuiabá. Am 14. Juli 1805 empfing er die Bischofsweihe.